# Meistriliiga 2020
Meistriliiga 2020, sponzorským názvem A. Le Coq Premium Liiga 2020, byla 30. ročníkem estonské nejvyšší fotbalové soutěže. Sezona začala 6. března 2020, již po prvním kole byla kvůli pandemii covidu-19 přerušena a  znovuobnovena byla 19. května.
Ligu vyhrála FC Flora Tallinn, která dokázala obhájit titul z minulé sezony a získala svůj 13. titul.

## Formát soutěže
Z důvodu pozastavení soutěže na dva měsíce byla liga zkrácena. Místo původního formátu, kde se utká každý tým s každým čtyřikrát, byl nastaven model, kde po třech vzájemných utkáních byla liga rozdělena na dvě sekce, nejlepších 6 a nejhorší 4. Dne 7. listopadu, kdy probíhala druhá vlna pandemie, byla liga ještě lehce zkrácena, „horní“ šestičlenná skupina byla rozdělena na Top 4 a na 5. a 6. tým. Poslední ligový zápas mezi Florou a Levadií, který se měl hrát 11. prosince, byl zrušen.

## Tabulka
| Poř. | Tým                    | Z  | V  | R | P  | VG | OG | B  |
| ---- | ---------------------- | -- | -- | - | -- | -- | -- | -- |
| 1.   | FC Flora Tallinn       | 29 | 26 | 2 | 1  | 76 | 17 | 80 |
| 2.   | Paide Linnameeskond    | 30 | 21 | 1 | 8  | 80 | 43 | 64 |
| 3.   | FCI Levadia Tallinn    | 29 | 17 | 6 | 6  | 66 | 37 | 57 |
| 4.   | Nõmme Kalju FC         | 30 | 14 | 7 | 9  | 52 | 31 | 49 |
| 5.   | Tartu JK Tammeka       | 28 | 8  | 8 | 12 | 33 | 44 | 32 |
| 6.   | Viljandi JK Tulevik    | 28 | 9  | 4 | 15 | 30 | 46 | 31 |
| 7.   | Tallinna JK Legion (N) | 30 | 8  | 7 | 15 | 26 | 44 | 31 |
| 8.   | Narva JK Trans         | 30 | 6  | 7 | 17 | 31 | 49 | 25 |
| 9.   | FC Kuressaare          | 30 | 5  | 9 | 16 | 28 | 63 | 24 |
| 10.  | JK Tallinna Kalev      | 30 | 5  | 5 | 20 | 20 | 68 | 20 |

- N = nováček (v předchozí sezóně hrál tým nižší soutěž)

|  | Postup do 1. předkola mistrovské části Ligy mistrů UEFA 2021/22 |
|  | Postup do 1. předkola Evropské konferenční ligy UEFA 2021/22    |
|  | Baráž o udržení                                                 |
|  | Sestup do Esilligy 2021                                         |

### Baráž o udržení
| 10. prosince 2020 | Maardu Linnameeskond | 3 : 5 | FC Kuressaare | Maardu |  |  |
|                   |                      |       |               |        |  |  |
|                   |                      |       |               |        |  |  |

| 13. prosince 2020 | FC Kuressaare | 4 : 2 | Maardu Linnameeskond | Kuressaare |  |  |
|                   |               |       |                      |            |  |  |
|                   |               |       |                      |            |  |  |

- FC Kuressaare vyhrálo dvojzápas 9:5 a udrželo prvoligovou příslušnost.